# Håkan Björkman
Håkan Björkman, född 5 juli 1969, är en svensk trombonist.
Håkan började spela trombon som tioåring, och efter att han som fjortonåring vunnit en talangjakt kom han i kontakt med John Petersen, tidigare solotrombonist i Kungliga Filharmoniska Orkestern som han studerade för tills han blev 19 år. Som sjuttonåring studerade han i Chicago för Frank Crisafulli och Vincent Chikowitz. Vid samma period fick han en del framgångar vid olika provspelningar, bland annat till solotrombonisttjänsten i Göteborgs symfoniorkester.
1989 kom Håkan in på musikerlinjen på Kungliga Musikhögskolan i Stockholm där han till att börja med studerade för Jan Andersson innan han bytte lärare till Sven-Erik Eriksson. Redan efter ett år började han frilansa i de olika orkestrarna och efter två år fick han ett vikariat i Kungliga Hovkapellet. 1995 vann han solotrombonisttjänsten i Kungliga Hovkapellet, där han sedan jobbade till 2011, när han istället började jobba som solotrombonist i Sveriges Radios symfoniorkester. Sedan 2006 är han solotrombonist i The Chamber Orchestra Of Europe (Europas Kammarorkester). Vid sidan av orkestertjänsten har Håkan varit solist med ett flertal orkestrar, vunnit flera internationella solisttävlingar.